# إيما آن رينولدز
إيما آن رينولدز (بالإنجليزية: Emma Ann Reynolds)‏ هي طبيبة أمريكية، ولدت في 3 أغسطس 1862 في فرانكفورت في الولايات المتحدة، وتوفيت في 11 يناير 1917 في Huntington Township, Ross County, Ohio ‏ في الولايات المتحدة بسبب أمراض القلب.